# Política de armas nos Estados Unidos
A política de armas é uma área da política americana definida por duas ideologias opostas primárias sobre a posse de armas civis. As pessoas que defendem o controle de armas apoiam o aumento das regulamentações relacionadas à posse de armas; as pessoas que defendem os direitos das armas apoiam a diminuição dos regulamentos relacionados à propriedade das armas. Esses grupos frequentemente discordam da interpretação de leis e processos judiciais relacionados a armas de fogo, bem como dos efeitos do regulamento sobre armas de fogo no crime e na segurança pública.:7 Estima-se que os civis dos EUA possuam 393 milhões de armas de fogo, e que 35% a 42% das famílias no país tenham pelo menos uma arma. Os EUA têm o maior número estimado de armas per capita, com 120,5 armas para cada 100 pessoas.
A Segunda Emenda da Constituição dos Estados Unidos diz: "Uma milícia bem regulamentada, sendo necessária à segurança de um Estado livre, o direito do povo de manter e portar armas, não será infringida".
Os debates sobre a disponibilidade de armas de fogo e a violência armada nos Estados Unidos foram caracterizados por preocupações sobre o direito de portar armas, como as encontradas na Segunda Emenda à Constituição dos EUA, a responsabilidade do governo dos Estados Unidos de atender às necessidades de seus cidadãos e para prevenir crimes e mortes. Os partidários do regulamento de armas de fogo dizem que os direitos indiscriminados ou irrestritos às armas inibem o governo de cumprir essa responsabilidade e causam problemas de segurança.:1–3  Os defensores dos direitos das armas promovem armas de fogo para autodefesa — incluindo segurança contra a tirania, além de atividades de caça e esporte.:96  Os defensores do regulamento de armas de fogo afirmam que restringir e rastrear o acesso às armas resultaria em comunidades mais seguras, enquanto os defensores dos direitos das armas afirmam que o aumento da posse de armas de fogo por cidadãos cumpridores da lei reduz o crime e afirma que os criminosos sempre tiveram acesso fácil a eles. armas de fogo.
A legislação sobre armas, ou não legislação, nos Estados Unidos, é aumentada por interpretações judiciais da Constituição. Em 1791, os Estados Unidos adotaram a Segunda Emenda, e em 1868 adotaram a Décima Quarta Emenda. O efeito dessas duas emendas na política de armas foi objeto de decisões históricas da Suprema Corte dos EUA em 2008 e 2010, que mantiveram o direito dos indivíduos de possuir armas para autodefesa.

## História

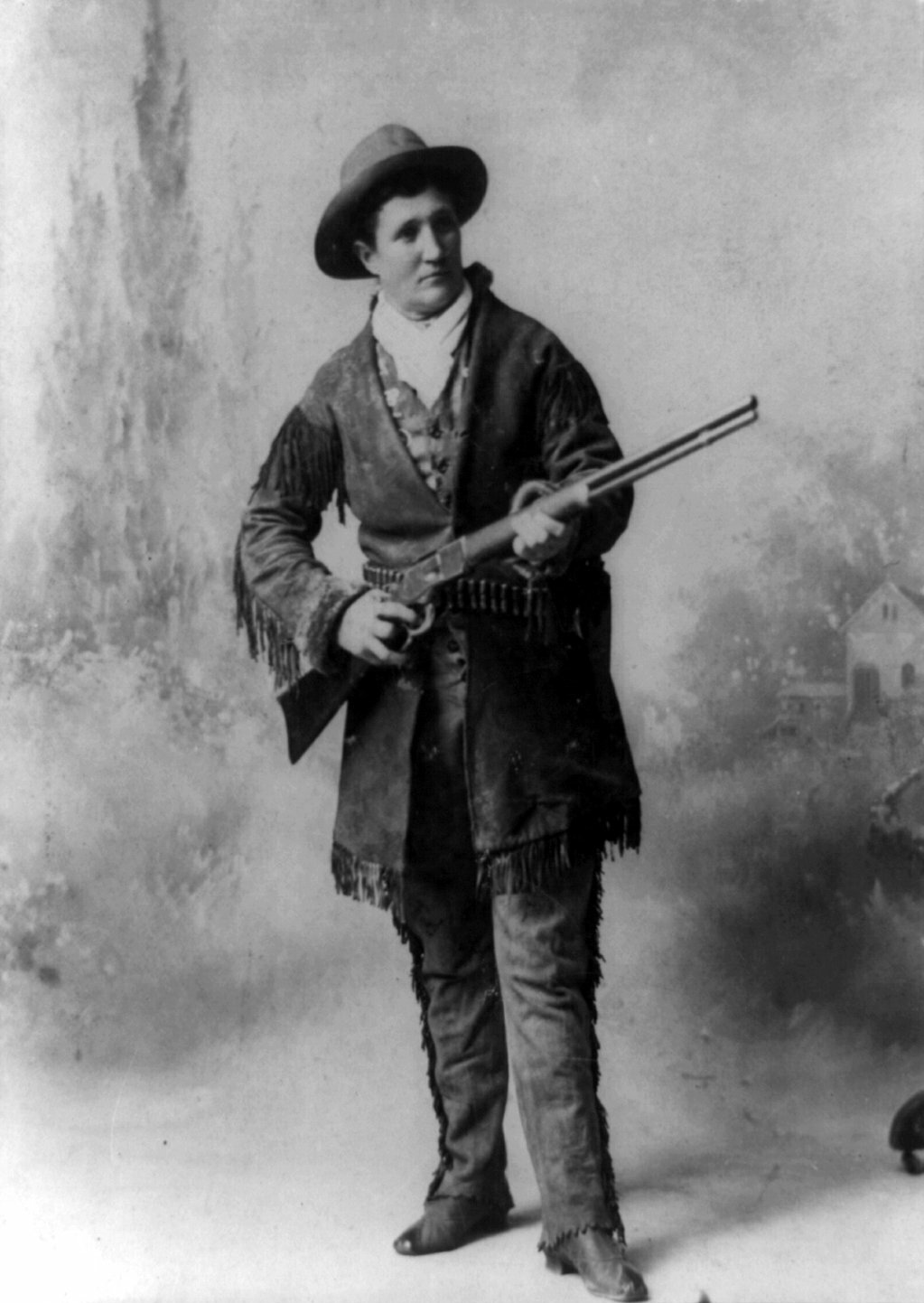
Calamity Jane, pioneira notável pioneira e escoteira, aos 43 anos. Foto de H.R. Locke.

A tradição americana de caça vem de uma época em que os Estados Unidos eram um país de subsistência agrário, onde a caça era uma profissão para alguns, uma fonte auxiliar de alimento para alguns colonos e também uma dissuasão para predadores de animais. Uma conexão entre habilidades de tiro e sobrevivência entre homens americanos rurais era, em muitos casos, uma necessidade e um "rito de passagem" para aqueles que ingressavam na masculinidade. :9 Atualmente, a caça sobrevive como um componente sentimental central da cultura de armas, como uma maneira de controlar as populações de animais em todo o país, independentemente das tendências modernas da caça à subsistência e da vida rural.
Antes da Revolução Americana, não havia orçamento, nem mão de obra, nem desejo do governo de manter um exército de tempo integral. Portanto, o cidadão-soldado armado assumiu a responsabilidade. O serviço nas milícias, incluindo o fornecimento de munição e armas, era obrigatório para todos os homens. No entanto, desde a década de 1790, o dever obrigatório da milícia universal evoluiu gradualmente para unidades de milícias voluntárias e a dependência de um exército regular. Ao longo do século XIX, a instituição da milícia civil organizada começou a declinar. :10 A milícia civil desorganizada, no entanto, ainda permanece na legislação atual dos EUA, consistindo basicamente em pessoas de 17 a 45 anos de idade, além de incluir ex-oficiais militares de até 64 anos, conforme codificado em 10 U.S.C.
Intimamente relacionada à tradição das milícias está a tradição da fronteira, com a necessidade de autoproteção de acordo com a expansão para o oeste e a extensão da fronteira americana. :10–11 Embora não tenha sido uma parte necessária da sobrevivência diária por mais de um século, "gerações de americanos continuaram a abraçá-la e a glorificá-la como uma herança viva - como um ingrediente permanente do estilo e cultura desta nação".:21

### Era colonial através da Guerra Civil

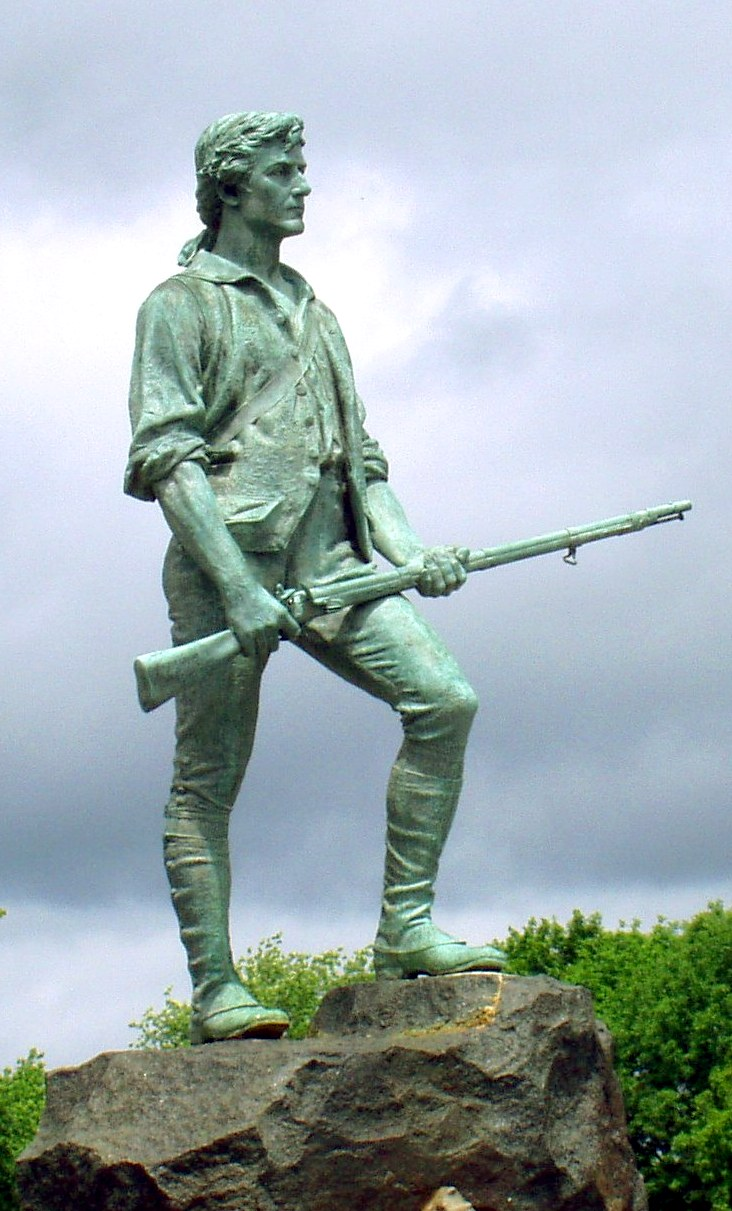
Data da política de armas para a América colonial. (Lexington Minuteman, representando John Parker, de Henry Hudson Kitson, fica na cidade verde de Lexington, Massachusetts).

Nos anos anteriores à Revolução Americana, os britânicos, em resposta à infelicidade dos colonos pelo controle e tributação cada vez mais diretos das colônias, impuseram um embargo de pólvora às colônias, na tentativa de diminuir a capacidade dos colonos de resistir a invasões britânicas. no que as colônias consideravam questões locais. Duas tentativas diretas de desarmar as milícias coloniais espalharam o que havia sido um ressentimento ardente da interferência britânica nos fogos da guerra.
Esses dois incidentes foram a tentativa de confiscar os canhões das milícias Concord e Lexington, levando às Batalhas de Lexington e Concord em 19 de abril de 1775, e a tentativa, em 20 de abril, de confiscar lojas de milícia em pó no arsenal de Williamsburg, Virgínia, que levou ao Incidente da Pólvora e a um confronto entre Patrick Henry e centenas de milicianos de um lado e o Governador Real da Virgínia, Lord Dunmore, e marinheiros britânicos do outro. O Incidente da Pólvora acabou por ser resolvido pagando aos colonos pelo pó.
Segundo o historiador Saul Cornell, quando aprovou algumas das primeiras leis de controle de armas, começando com a lei de Kentucky para "coibir a prática de portar armas escondidas em 1813". Houve oposição e, como resultado, a correta interpretação individual da Segunda Emenda começou e cresceu em resposta direta a essas leis iniciais de controle de armas, de acordo com esse novo "espírito generalizado de individualismo". Como observado por Cornell, "Ironicamente, o primeiro movimento de controle de armas ajudou a dar origem à primeira ideologia de direitos de armas autoconsciente construída em torno de um direito constitucional de autodefesa individual".:140–141
A interpretação individual correta da Segunda Emenda surgiu pela primeira vez em Bliss v. Commonwealth (1822), que avaliou o direito de portar armas em defesa de si e do Estado, de acordo com a Seção 28 da Segunda Constituição de Kentucky (1799). O direito de portar armas em defesa de si e do Estado foi interpretado como um direito individual, no caso de uma bengala escondida. Este caso foi descrito como "um estatuto que proíbe o transporte de armas ocultas [que] violou a Segunda Emenda".
A primeira decisão do tribunal estadual relevante para a questão do "direito de portar armas" foi Bliss v. Commonwealth. O tribunal de Kentucky sustentou que "o direito dos cidadãos de portar armas em defesa de si mesmos e do Estado deve ser preservado inteiro"...:161 
Também durante a Era Jacksoniana, surgiu a primeira interpretação do direito coletivo (ou direito do grupo) da Segunda Emenda. Em State v. Buzzard (1842), o tribunal superior do Arkansas adotou um direito político baseado em milícias, lendo o direito de portar armas de acordo com a lei estadual e sustentou a 21ª seção do segundo artigo da Constituição do Arkansas que declarou: "que os homens brancos livres deste Estado terão o direito de manter e portar armas em defesa comum" enquanto rejeitam uma contestação a um estatuto que proíbe o porte de armas ocultas.
O tribunal superior do Arkansas declarou "que as palavras 'uma milícia bem regulamentada é necessária para a segurança de um Estado livre' e as palavras 'defesa comum' mostram claramente a verdadeira intenção e significado dessas Constituições [ou seja, Arkansas e EUA".] e provar que é um direito político e não individual e, é claro, que o Estado, em sua capacidade legislativa, tem o direito de regulamentá-lo e controlá-lo: sendo esse o caso, então o povo, nem individual nem coletivamente, tem o direito de manter e portar armas ". Os influentes Commentaries on the Law of Statutory Crimes (1873), de Joel Prentiss Bishop adotaram a interpretação baseada na milícia de Buzzard, uma visão que Bishop caracterizou como a "doutrina do Arkansas", como a visão ortodoxa do direito de portar armas na lei americana.
Os dois primeiros casos de tribunais estaduais, Bliss e Buzzard, estabeleceram a dicotomia fundamental na interpretação da Segunda Emenda, isto é, se ela garantiu um direito individual versus um direito coletivo.[carece de fontes?]

### Pós Guerra Civil

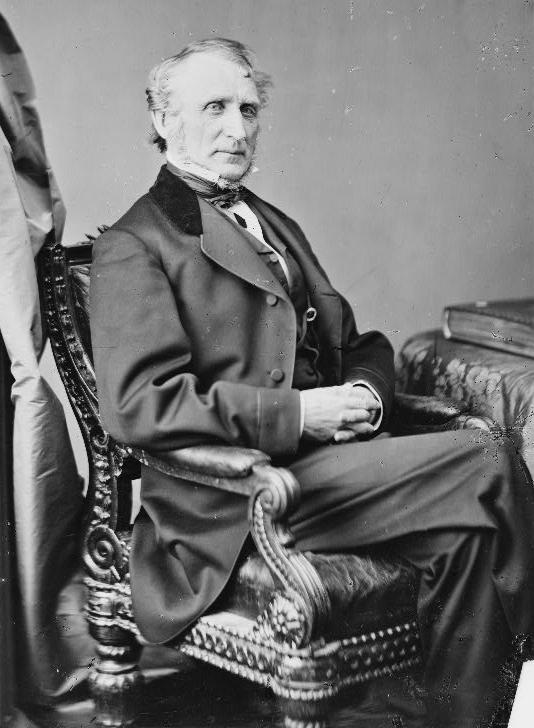
Representante John A. Bingham, de Ohio, principal redator da Décima Quarta Emenda

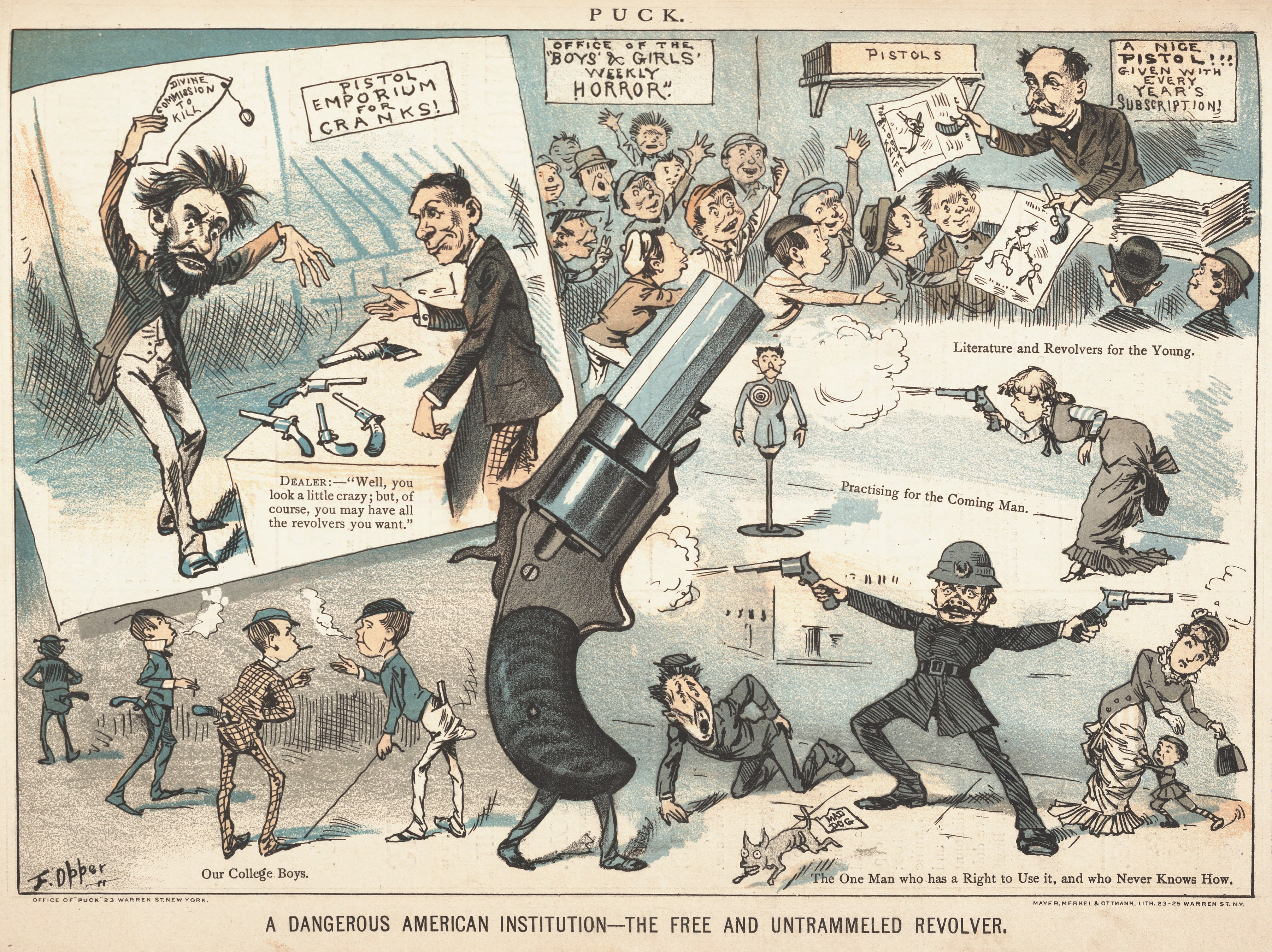
Cartum político de Frederick Burr Opper publicado na revista Puck logo após o assassinato de James A. Garfield

Nos anos imediatamente posteriores à Guerra Civil, a questão dos direitos dos escravos libertos de portar armas e pertencer à milícia chamou a atenção dos tribunais federais. Em resposta aos problemas que os escravos libertados enfrentavam nos estados do sul, a Décima Quarta Emenda foi redigida.
Quando a Décima Quarta Emenda foi redigida, o Representante John A. Bingham, de Ohio, usou a própria frase da Corte "privilégios e imunidades dos cidadãos" para incluir as primeiras Oito Emendas da Declaração de Direitos sob sua proteção e salvaguardar esses direitos contra a legislação estadual.
O debate no Congresso sobre a Décima Quarta Emenda após a Guerra Civil também se concentrou no que os Estados do Sul estavam fazendo para prejudicar os escravos recém-libertados. Uma preocupação particular era o desarmamento de ex-escravos.
A Segunda Emenda atraiu séria atenção judicial com o caso da era da Reconstrução dos Estados Unidos v. Cruikshank, que determinou que a Cláusula de Privilégios ou Imunidades da Décima Quarta Emenda não fez com que a Declaração de Direitos, incluindo a Segunda Emenda, limitasse os poderes do Estado. governos, afirmando que a Segunda Emenda "não tem outro efeito senão restringir os poderes do governo nacional".
Akhil Reed Amar observa no Yale Law Journal, a base do Common Law para as dez primeiras emendas da Constituição dos EUA, que incluiriam a Segunda Emenda, seguindo a famosa argumentação oral de John Randolph Tucker no caso do anarquista Haymarket Riot de Chicago, em 1887., "Spies v. Illinois":

### Século XX

#### Primeira metade do século XX
Desde o final do século XIX, com três casos importantes da era anterior à incorporação, a Suprema Corte dos EUA decidiu consistentemente que a Segunda Emenda (e a Declaração de Direitos) restringia apenas o Congresso, e não os Estados, na regulamentação das armas. Os estudiosos previram que a incorporação de outros direitos pelo Tribunal sugeria que eles pudessem incorporar o Segundo, caso um caso adequado viesse diante deles.

##### Lei Nacional de Armas de Fogo
A primeira grande lei federal sobre armas de fogo aprovada no século XX foi a Lei Nacional de Armas de Fogo (NFA), de 1934. Foi aprovada após a proibição - o gangsterismo atingiu o pico do Massacre de São Valentim em 1929. A época era famosa pelo uso criminoso de armas de fogo, como como a metralhadora Thompson (metralhadora Tommy) e a espingarda serrada . Sob a NFA, metralhadoras, espingardas de cano curto e espingardas e outras armas estão sujeitas à regulamentação e jurisdição do Departamento de Álcool, Tabaco e Armas de Fogo (ATF), conforme descrito no Título II.

##### Estados Unidos v. Miller
Nos Estados Unidos v. Miller (1939), o Tribunal não tratou da incorporação, mas se uma espingarda serrada "tem alguma relação razoável com a preservação ou eficiência de uma milícia bem regulamentada". Ao anular a acusação contra Miller, o Tribunal Distrital dos EUA do Distrito Oeste do Arkansas declarou que a Lei Nacional de Armas de Fogo de 1934 "ofende a inibição da Segunda Emenda à Constituição". O governo federal então recorreu diretamente ao Supremo Tribunal. Em recurso, o governo federal não se opôs à libertação de Miller desde que ele morrera até então, buscando apenas que a decisão do juiz sobre a inconstitucionalidade da lei federal fosse revogada. Nessas circunstâncias, nem Miller nem seu advogado compareceram perante o Tribunal para discutir o caso. O Tribunal ouviu apenas argumentos do promotor federal. Em sua decisão, o Tribunal anulou o tribunal e manteve a NFA.

#### Segunda metade do século XX

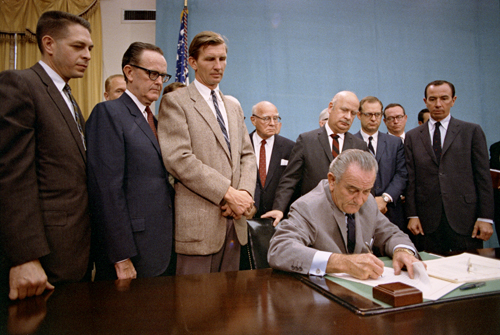
O Presidente Lyndon B. Johnson assina a Lei de Controle de Armas de 1968.

A Lei de Controle de Armas de 1968 (GCA) foi aprovada após os assassinatos do presidente John F. Kennedy, senador Robert Kennedy e ativistas afro-americanos Malcolm X e Martin Luther King, Jr., na década de 1960. A GCA concentra-se na regulação do comércio interestadual de armas de fogo, proibindo geralmente as transferências interestaduais de armas de fogo, exceto entre fabricantes, revendedores e importadores licenciados. Também proíbe a venda de armas de fogo para certas categorias de indivíduos definidas como "pessoas proibidas".
Em 1986, o Congresso aprovou a Lei de Proteção de Proprietários de Arma de Fogo. Foi apoiado pela National Rifle Association e por defensores individuais dos direitos de armas, porque reverteu muitas das disposições da GCA e protegeu os direitos dos proprietários de armas. Também proibiu a posse de rifles totalmente automáticos não registrados e a compra ou venda civil de qualquer arma de fogo fabricada a partir dessa data em diante.

A tentativa de assassinato contra o presidente Ronald Reagan, em 1981, levou à promulgação da Lei Brady de Prevenção de Violência com Arma de Mão (Lei Brady) em 1993, que estabeleceu o sistema nacional de verificação de antecedentes para impedir que certos indivíduos restritos possuam, comprem ou transportem armas de fogo. Em um artigo que apóia a aprovação de tal lei, o chefe de justiça aposentado Warren E. Burger escreveu: 
Os americanos também têm o direito de defender suas casas, e não precisamos contestar isso. Ninguém questiona seriamente que a Constituição proteja o direito dos caçadores de possuir e manter armas esportivas para caça, assim como ninguém contestaria o direito de possuir e manter varas de pesca e outros equipamentos para pesca. – ou possuir automóveis. Hoje, "manter e portar armas" para a caça é essencialmente uma atividade recreativa e não um imperativo de sobrevivência, como era há 200 anos. As "armas especiais de sábado à noite" e as metralhadoras não são armas recreativas e, certamente, precisam tanto de regulamentação quanto os veículos a motor. 
Um tiroteio em uma escola em Stockton, Califórnia, em 1989, levou à aprovação da Proibição Federal de Armas de Assalto de 1994 (AWB ou AWB 1994), que definiu e proibiu a fabricação e transferência de "armas de assalto semiautomáticas " e "dispositivos de alimentação de munição de grande capacidade".
De acordo com o jornalista Chip Berlet, as preocupações com as leis de controle de armas e a indignação com dois incidentes de alto nível envolvendo o ATF ( Ruby Ridge em 1992 e o cerco Waco em 1993) mobilizaram o movimento de milícias de cidadãos que temiam que o governo federal começasse. confiscar armas de fogo.
Embora o controle de armas não seja estritamente uma questão partidária, geralmente há mais apoio à legislação sobre controle de armas no Partido Democrata do que no Partido Republicano. O Partido Libertário, cujas plataformas de campanha favorecem a regulamentação governamental limitada, é abertamente contra o controle de armas.

##### Grupos de advocacia
A National Rifle Association (NRA) foi fundada para promover a competência em armas de fogo em 1871. A NRA apoiava a NFA e, finalmente, a GCA. Após o GCA, grupos mais estridentes, como os proprietários de armas da América (GOA), começaram a advogar pelos direitos das armas. Segundo o GOA, foi fundado em 1975 quando "a esquerda radical introduziu legislação para proibir todas as armas de mão na Califórnia". O GOA e outros grupos nacionais como a Segunda Emenda (SAF), os Judeus pela Preservação da Propriedade de Armas de Fogo (JPFO) e as Irmãs da Segunda Emenda (SAS), geralmente adotam posições mais fortes do que a NRA e criticam sua história. suporte a alguma legislação sobre armas de fogo, como a GCA. Esses grupos acreditam que qualquer compromisso leva a maiores restrições.:368 :172
Segundo os autores de The Change Politics of Gun Control (1998), no final da década de 1970, a NRA mudou suas atividades para incorporar advocacia política. Apesar do impacto na volatilidade dos membros, a politização da NRA tem sido consistente e o NRA-Political Victory Fund foi classificado como "um dos maiores gastadores nas eleições para o congresso" a partir de 1998. Segundo os autores do The Gun Debate (2014), a NRA assumindo a liderança na política serve à lucratividade da indústria de armas. Especialmente quando os proprietários de armas respondem aos temores de confisco de armas com o aumento das compras e ajudando a isolar a indústria do uso indevido de seus produtos usados em incidentes de tiro.
A Campanha Brady para Prevenir a Violência Armada começou em 1974 como Handgun Control Inc. (HCI). Logo depois, formou uma parceria com outro grupo iniciante chamado Coalizão Nacional para Banir Armas de Fogo (NCBH) - mais tarde conhecida como Coalizão para Parar a Violência Armada (CSGV). A parceria não durou, já que a NCBH geralmente adotou uma postura mais dura em relação à regulamentação de armas do que a HCI.:186 Após o assassinato de John Lennon em 1980, o HCI viu um aumento de interesse e captação de recursos e contribuiu com US $ 75.000 para campanhas no Congresso. Após a tentativa de assassinato de Reagan e o ferimento resultante de James Brady, Sarah Brady ingressou no conselho da HCI em 1985. A HCI foi renomeada em 2001 para Campanha Brady para Prevenir a Violência Armada.

##### Restrição do Centers for Disease Control (CDC)
Em 1996, o Congresso acrescentou linguagem ao projeto de apropriação relevante que exigia que "nenhum dos fundos disponíveis para prevenção e controle de lesões nos Centros de Controle e Prevenção de Doenças possa ser usado para advogar ou promover o controle de armas". Essa linguagem foi adicionada para impedir o financiamento de pesquisas do CDC que os defensores dos direitos das armas consideravam politicamente motivados e pretendiam promover mais legislação sobre controle de armas. Em particular, a NRA e outros defensores dos direitos das armas se opuseram ao trabalho apoiado pelo Centro Nacional de Prevenção e Controle de Ferimentos, então dirigido por Mark L. Rosenberg, incluindo pesquisa de autoria de Arthur Kellermann.

### Século XXI
Em outubro de 2003, os Centros de Controle e Prevenção de Doenças publicaram um relatório sobre a eficácia das estratégias de prevenção da violência armada que concluíram "As evidências eram insuficientes para determinar a eficácia de qualquer uma dessas leis".:14 Uma pesquisa semelhante sobre a pesquisa de armas de fogo pela Academia Nacional de Ciências chegou a conclusões quase idênticas em 2004. Em setembro daquele ano, a proibição de armas de assalto expirou devido a uma provisão para o pôr do sol. Os esforços dos defensores do controle de armas para renovar a proibição falharam, assim como as tentativas de substituí-la depois de extinta.
A NRA se opôs à proibição de revólveres em Chicago, Washington DC e São Francisco, ao mesmo tempo em que apóia a Lei de Emendas de Melhoria da NICS de 2007 (também conhecida como Lei de Melhoria da Segurança Escolar e de Execução da Lei), que fortaleceu os requisitos para verificação de antecedentes para compras de armas de fogo. O Governo da Austrália teve problema com uma parte do projeto de lei, que eles chamaram o "Desarmamento Act Veterans'."
Além do GOA, outros grupos nacionais de direitos de armas continuam adotando uma postura mais forte do que a NRA. Esses grupos incluem as Irmãs da Segunda Emenda, a Fundação da Segunda Emenda, os Judeus pela Preservação da Propriedade de Armas de Fogo e os Pistolas Rosa. Também surgiram novos grupos, como o Students for Concealed Carry, que cresceu em grande parte devido a questões de segurança resultantes da criação de zonas livres de armas que foram legisladas por meio de uma resposta a tiroteios em escolas amplamente divulgados.
Em 2001, nos Estados Unidos v. Emerson, o Quinto Circuito se tornou o primeiro tribunal federal de apelações a reconhecer o direito de um indivíduo de possuir armas. Em 2007, em Parker x Distrito de Columbia, o DC Circuit se tornou o primeiro tribunal federal de apelações a derrubar uma lei de controle de armas com base na Segunda Emenda.

#### Armas inteligentes
As armas inteligentes só disparam quando estão nas mãos do proprietário, um recurso que os defensores do controle de armas dizem que elimina disparos acidentais de crianças e o risco de pessoas hostis (como prisioneiros, suspeitos de crimes, oponente em uma luta ou soldado inimigo) a arma e usá-lo contra o proprietário. Os defensores dos direitos das armas temem que a tecnologia obrigatória de armas inteligentes torne mais difícil disparar uma arma quando necessário.
A Smith & Wesson chegou a um acordo em 2000 com a administração do presidente Bill Clinton, que incluía uma provisão para a empresa desenvolver uma arma inteligente . Um boicote ao consumidor organizado pela NRA e NSSF quase levou a empresa a falir e a forçou a abandonar seus planos de armas inteligentes.
A Lei de Revólveres à Prova de Crianças de Nova Jersey de 2002 exige que 30 meses após a "disponibilidade de revólveres personalizados" em qualquer lugar dos Estados Unidos, apenas armas inteligentes possam ser vendidas no estado. Alguns defensores da segurança de armas temem que, aumentando as apostas na introdução da tecnologia, essa lei contribua para a oposição que impediu a venda de armas inteligentes em qualquer lugar dos Estados Unidos, apesar da disponibilidade em outros países.
Em 2014, um traficante de armas de Maryland abandonou os planos de vender a primeira arma inteligente nos Estados Unidos depois de receber reclamações.

#### Distrito de Columbia v. Heller
Em junho de 2008, no Distrito de Columbia v. Heller, a Suprema Corte confirmou por 5 a 4 votos a decisão da Parker que anulava a lei de armas de DC. Heller decidiu que os americanos têm o direito individual de possuir armas de fogo, independentemente de pertencer a uma milícia, "para fins tradicionalmente legais, como autodefesa dentro de casa". No entanto, ao emitir a opinião da maioria, o juiz Antonin Scalia deixou claro que, como outros direitos, o direito de portar armas é limitado. Ele escreveu:
Os quatro juízes dissidentes disseram que a maioria havia quebrado o precedente estabelecido na Segunda Emenda e assumiram a posição de que a Emenda se refere a um direito individual, mas no contexto do serviço da milícia.

#### McDonald v. Cidade de Chicago
Em junho de 2010, uma lei de Chicago que proibia armas de fogo foi derrubada. A decisão declarou que "a décima quarta emenda torna a segunda emenda correta de manter e portar armas plenamente aplicáveis aos Estados".

#### Grupos de advocacia, PACs e lobby
Uma maneira de os grupos de defesa de influência influenciarem a política é através de "gastos externos", usando comitês de ação política (PACs) e organizações 501 (c) (4). PACs e 501 (c) (4) s levantam e gastam dinheiro para afetar as eleições. PACs agrupam contribuições de campanha dos membros e doam esses fundos a candidatos a cargos políticos. Super PACs, criados em 2010, são proibidos de fazer contribuições diretas a candidatos ou partidos, mas influenciam as corridas ao exibir anúncios a favor ou contra candidatos específicos. advogados de controle de armas e direitos de armas usam esse tipo de organização.
O super PAC do Fundo de Vitória Política da NRA gastou US $ 11,2 milhões no ciclo eleitoral de 2012 e, em abril de 2014, havia captado US $ 13,7 milhões para as eleições de 2014. super PAC de controle de armas de Michael Bloomberg, Independence USA, gastou US $ 8,3 milhões em 2012 e US $ 6,3 milhões em 2013. Americanos pela Responsible Solutions, outro super PAC de controle de armas iniciado por aposentados A congressista Gabrielle Giffords, levantou US $ 12 milhões em 2013 e planeja levantar US $ 16 a US $ 20 milhões até as eleições de 2014. O tesoureiro do grupo disse que os fundos seriam suficientes para competir com a NRA "numa base equilibrada".
Outra forma grupos de defesa influenciar a política é através de lobby ; alguns grupos usam empresas de lobby, enquanto outros empregam lobistas internos. De acordo com o Centro de Política Responsiva, os grupos de políticos com mais lobistas em 2013 foram: o Instituto de Ação Legislativa da NRA (NRA-ILA); Prefeitos contra armas ilegais (MAIG); o Tiro National Sports Foundation (NSSF); e a Campanha Brady. Grupos de direitos de armas gastaram mais de US$ 15,1 milhões em lobby em Washington DC em 2013, com a Associação Nacional de Direitos de Armas (NAGR) gastando US $ 6,7 milhões e a NRA gastando US $ 3,4 milhões. Os grupos de controle de armas gastaram US $ 2,2 milhões, com a MAIG gastando US$ 1,7 milhão e a Campanha Brady gastando US $ 250.000 no mesmo período.

#### Armas de fogo impressas em 3D
Em agosto de 2012, um grupo de código aberto chamado Defense Distributed lançou um projeto para projetar e liberar um plano para uma pistola que poderia ser baixada da Internet e fabricada usando uma impressora 3D. Em maio de 2013, o grupo tornou público os arquivos STL da primeira arma totalmente imprimível em 3D do mundo, a pistola de tiro único Liberator .380.

#### Propostas feitas pelo governo Obama
Em 16 de janeiro de 2013, em resposta ao tiroteio na Escola Primária de Sandy Hook e outros tiroteios em massa, o Presidente Barack Obama anunciou um plano para reduzir a violência armada em quatro partes: fechar brechas na verificação de antecedentes; proibir armas de assalto e revistas de grande capacidade; tornar as escolas mais seguras; e aumentar o acesso aos serviços de saúde mental.:2 O plano incluía propostas de novas leis a serem aprovadas pelo Congresso e uma série de ações executivas que não exigem aprovação do Congresso. Nenhuma nova legislação federal de controle de armas foi aprovada como resultado dessas propostas. O presidente Obama declarou mais tarde em uma entrevista em 2015 à BBC que o controle de armas: 
tem sido a única área em que sinto que estou mais frustrado, é o fato de os Estados Unidos da América serem a nação mais avançada do mundo em que não temos senso comum e leis de segurança de armas o suficiente. Mesmo diante de repetidos assassinatos em massa. E você sabe, se você observar o número de americanos mortos desde o 11 de setembro pelo terrorismo, é menos de 100. Se você olhar para o número dos que foram mortos pela violência armada, está na casa das dezenas de milhares. E para nós, não poder resolver esse problema tem sido algo angustiante. Mas não é algo que pretendo parar de trabalhar nos 18 meses restantes. 

#### Tratado de Armas das Nações Unidas de 2013
O Tratado de Comércio de Armas (ATT) é um tratado multilateral que regula o comércio internacional de armas convencionais, que entrou em vigor em 24 de dezembro de 2014. Os trabalhos sobre o tratado começaram em 2006, com negociações para seu conteúdo conduzidas em uma conferência global sob os auspícios das Nações Unidas, de 2 a 27 de julho de 2012, em Nova York. Como não era possível chegar a um acordo sobre um texto final na época, uma nova reunião para a conferência estava agendada para os dias 18 e 28 de março de 2013. Em 2 de abril de 2013, a Assembléia Geral da ONU adotou o TCA. O tratado foi aberto para assinatura em 3 de junho de 2013 e em 15 de agosto de 2015 foi assinado por 130 estados e ratificado ou acedido por 72. Entrou em vigor em 24 de dezembro de 2014 após a sua ratificação e adesão por 50 estados.
Em 25 de setembro de 2013, o secretário de Estado John Kerry assinou o ATT em nome do governo Obama. Isso foi uma inversão da posição do governo Bush que optou por não participar das negociações do tratado. Então, em outubro, um grupo bipartidário de 50 senadores e 181 representantes divulgou cartas simultâneas ao presidente Barack Obama, prometendo sua oposição à ratificação do ATT. O grupo foi liderado pelo senador Jerry Moran (R-Kansas) e pelos representantes Mike Kelly (R-Pensilvânia ) e Collin Peterson (D - Minnesota). Após essas duas cartas, quatro senadores democratas enviaram uma carta separada ao Presidente, afirmando que "por causa de preocupações não tratadas de que as obrigações deste Tratado poderiam minar a soberania de nossa nação e os direitos da Segunda Emenda dos americanos cumpridores da lei [eles] se oporiam ao Tratado se deveriam vir ao Senado dos EUA ". Os quatro senadores são Jon Tester (D-Montana), Max Baucus (D-Montana), Heidi Heitkamp (D-Dakota do Norte) e Joe Donnelly (D-Indiana).
Os defensores do tratado afirmam que o tratado é necessário para ajudar a proteger milhões em todo o mundo, correndo o risco de violar os direitos humanos. Frank Jannuzi, da Anistia Internacional EUA, afirma: "Este tratado diz que os países não devem exportar armas e munições onde houver um 'risco primordial' de que elas serão usadas para cometer graves violações dos direitos humanos. Isso ajudará a manter os braços fora das mãos das pessoas erradas: os responsáveis por mais de 1.500 mortes em todo o mundo todos os dias." O secretário Kerry disse que sua assinatura "ajudaria a impedir a transferência de armas convencionais usadas para realizar os piores crimes do mundo". Em dezembro de 2013, os EUA não ratificaram ou aderiram ao tratado.

#### Propostas feitas pelo governo Trump
Após o tiroteio em Las Vegas em outubro de 2017 e o tiroteio na High School de Stoneman Douglas em fevereiro de 2018, o presidente Donald Trump e o DoJ procuraram maneiras de proibir os estoques, dispositivos que podem ser usados para fazer com que armas semi-automáticas disparem como armas totalmente automáticas usadas nos dois tiroteios. Inicialmente, o DoJ acreditava que tinha que esperar que o Congresso aprovasse a legislação apropriada para proibir a venda e a posse de ações em massa. No entanto, em março de 2018, o Departamento de Justiça introduziu propostas de regulamentos revisados sobre controle de armas que incorporavam estoques protetores sob a definição de metralhadoras, o que os tornaria dispositivos proibidos, já que o Congresso ainda não tomou nenhuma ação. Após um período de revisão pública, o DoJ implementou a proibição proposta a partir de 18 de dezembro de 2018, dando aos proprietários de ações para destruí-las ou transformá-las em autoridades antes de 90 dias após o qual a proibição entraria em vigor (em 26 de março, 2019). Grupos pró-armas imediatamente procuraram contestar a ordem, mas não conseguiram que a Suprema Corte suspendesse a proibição enquanto o litígio estivesse em andamento. Na semana seguinte, a Suprema Corte se recusou a isentar os litigantes na contestação legal da ordem do Departamento de Justiça, depois que isso foi levantado como uma contestação separada.

## Opinião pública

### Pesquisas

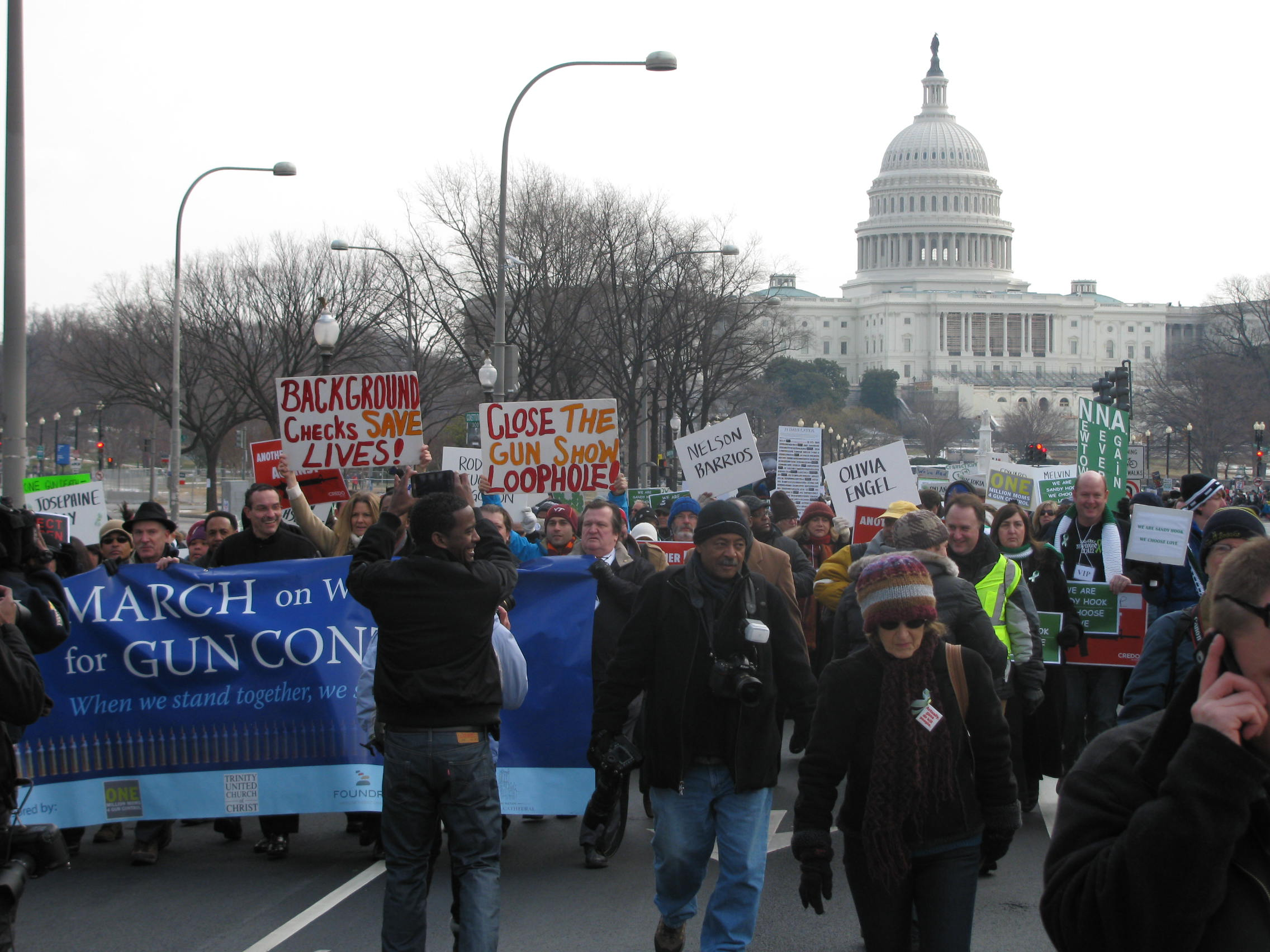
Março em Washington para Controle de Armas em janeiro de 2013

O Huffington Post informou em setembro de 2013 que 48% dos americanos disseram que as leis sobre armas deveriam ser mais rigorosas, enquanto 16% disseram que deveriam ser menos rigorosas e 29% disseram que não deveria haver mudanças. Da mesma forma, uma pesquisa da Gallup descobriu que o apoio a leis mais rígidas sobre armas caiu de 58% após o tiroteio de Newtown para 49% em setembro de 2013. Tanto a pesquisa do Huffington Post quanto a pesquisa da Gallup foram realizadas após o tiroteio no Washington Navy Yard. Enquanto isso, a pesquisa do Huffington Post descobriu que 40% dos americanos acreditam que leis mais rigorosas sobre armas impediriam futuros tiroteios em massa, enquanto 52% disseram que mudar as coisas não faria diferença. A mesma pesquisa também descobriu que 57% dos americanos pensam que melhores cuidados de saúde mental têm maior probabilidade de impedir futuros tiroteios em massa do que leis mais rigorosas sobre armas, enquanto 29% disseram o contrário. apoiaram leis mais rigorosas sobre armas, mas 89% dos que pensavam que tais verificações não eram universalmente necessárias apoiavam leis mais rigorosas.
Em um estudo de 2015 realizado pelo Centro de Direito para Prevenir a Violência Armada, as leis estaduais sobre armas foram examinadas com base em várias abordagens políticas e pontuadas em escalas de classificação e classificação. Os estados foram classificados positivamente por terem adotado medidas mais rígidas e leis mais fortes sobre armas. Também foram dados pontos positivos para os estados que exigiam verificações de antecedentes em todas as vendas de armas de fogo e que limitavam as compras de armas de fogo a granel, e que proibiam a venda de armas de assalto e revistas de grande capacidade, e que realizavam avaliações mais rigorosas dos pedidos de licenças de porte oculto de armas de fogo., especialmente no contexto de agressores proibidos por violência doméstica. Enquanto isso, pontos eram deduzidos dos estados com leis que ampliavam o acesso a armas, ou que permitiam o transporte oculto em áreas públicas (principalmente escolas e bares) sem permissão, ou que passavam "Leis do Stand Your Ground" - que eliminam o dever de recuar e em vez disso, permita que as pessoas atirem em possíveis agressores. Eventualmente, os estados foram classificados indicando os pontos fortes ou fracos de suas leis sobre armas. Os dez estados com as leis mais fortes sobre armas classificaram-se desde os mais fortes, começando na Califórnia, depois em Nova Jersey, Massachusetts, Connecticut, Havaí, Nova York, Maryland, Illinois, Rhode Island e finalmente Michigan. Os estados com leis de armas mais fracas foram classificados da seguinte forma: Dakota do Sul, Arizona, Mississippi, Vermont, Louisiana, Montana, Wyoming, Kentucky, Kansas e Oklahoma. Um estudo comparável das leis estaduais também foi realizado em 2016. Com base nessas descobertas, o The Law Center concluiu que leis abrangentes sobre armas reduzem as mortes por violência armada, enquanto leis mais fracas sobre armas aumentam as mortes relacionadas a armas. Além disso, entre diferentes tipos de legislação, as verificações universais de antecedentes foram as mais eficazes na redução de mortes relacionadas a armas.

#### Pesquisa Gallup
A organização Gallup pesquisa regularmente americanos sobre seus pontos de vista sobre armas. Em 22 de dezembro de 2012: 
- 44% apoiaram a proibição de "armas semiautomáticas conhecidas como armas de assalto".
- 92% apoiaram verificações de antecedentes em todas as vendas de armas de exposição de armas.
- 62% apoiaram a proibição de "revistas de munição de alta capacidade que podem conter mais de 10 cartuchos".

Em 25 de abril de 2013: 

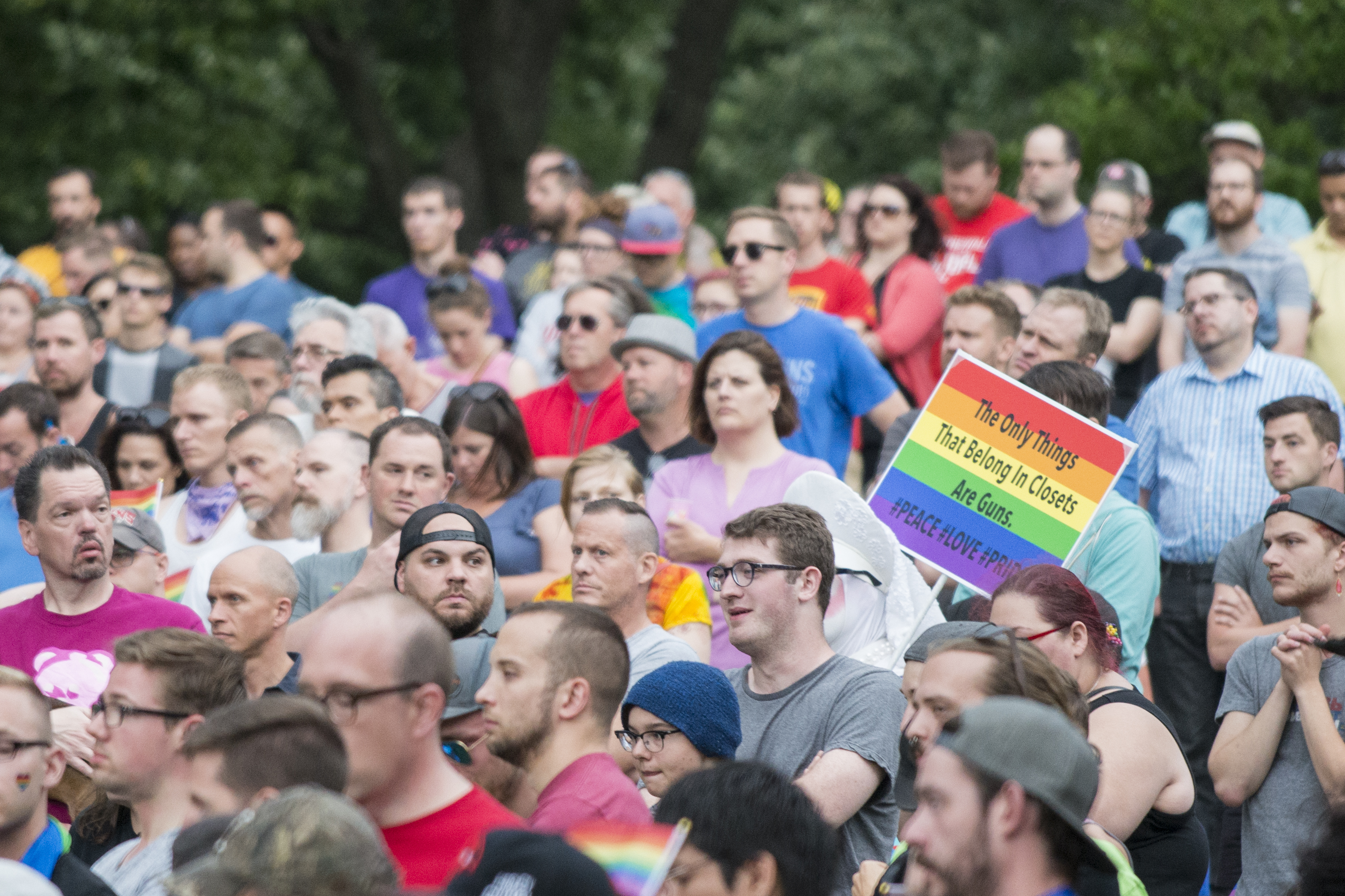
Vigília realizada em Minneapolis para vítimas do tiroteio em uma boate em Orlando em 2016

- 56% apoiaram a restauração e o fortalecimento da proibição de armas de assalto em 1994.
- 83% apoiaram a exigência de verificação de antecedentes para todas as compras de armas.
- 51% apoiaram a limitação da venda de revistas de munição para aqueles com 10 cartuchos ou menos.

Em 6 de outubro de 2013: 
- 49% consideraram que as leis sobre armas deveriam ser mais rigorosas.
- 74% se opuseram à proibição de armas civis.
- 37% disseram que tinham uma arma em casa.
- 27% disseram possuir pessoalmente uma arma.
- 60% dos proprietários de armas têm armas de segurança/proteção pessoal, 36% para caça, 13% para recreação / esporte, 8% para tiro ao alvo, 5% como direito da Segunda Emenda.

Em janeiro de 2014: 
- 40% estão satisfeitos com o estado atual das leis sobre armas, 55% estão insatisfeitos
- 31% querem controle mais rígido, 16% querem leis menos rigorosas

Em 19 de outubro de 2015: 
- 55% disseram que a lei sobre vendas de armas de fogo deveria ser mais rigorosa, 33% mantida como são e 11% menos rigorosa
  - isso foi fortemente polarizado pelo partido, com 77% dos partidários do Partido Democrata querendo leis mais rígidas, contra 27% dos partidários do Partido Republicano
- 72% continuaram a se opor à proibição civil de armas de fogo.

Em 16 de outubro de 2017: 

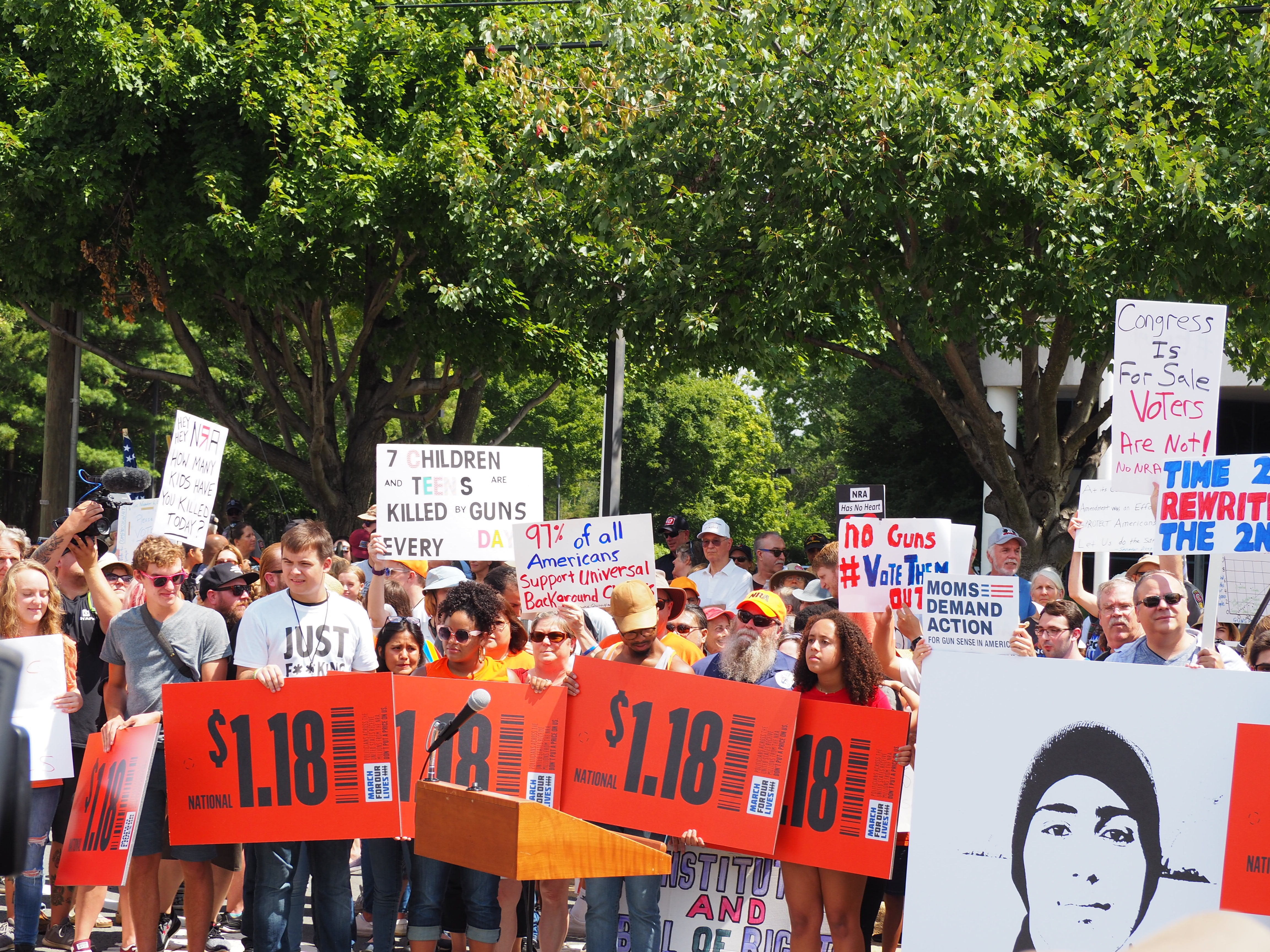
A "Marcha Nacional da ARN" em agosto de 2018

- 60% disseram que a lei sobre vendas de armas de fogo deveria ser mais rigorosa.
- 48% "apoiariam uma lei que torna ilegal fabricar, vender ou possuir" armas de fogo semiautomáticas
- No dia seguinte, foi publicada uma pesquisa informando: [120]
  - 96% apoiaram "a necessidade de verificação de antecedentes para todas as compras de armas"
    - isso inclui 95% dos proprietários de armas e 96% dos proprietários de armas não

  - 75% apoiaram "a aprovação de um período de espera de 30 dias para todas as vendas de armas"
    - isso inclui 57% dos proprietários de armas e 84% dos proprietários de armas não

  - 70% apoiaram "exigir que todas as armas de propriedade privada sejam registradas na polícia"
    - isso inclui 48% dos proprietários de armas e 82% dos não-proprietários de armas

#### Associação Nacional do Rifle
Uma pesquisa realizada para a ARN entre 13 e 14 de janeiro de 2013 constatou:
- 90,7% dos membros favorecem "Reformar nossas leis de saúde mental para ajudar a manter as armas de fogo fora do alcance das pessoas com doença mental". (A maioria de 86,4% acredita que o fortalecimento das leis dessa maneira seria mais eficaz na prevenção de assassinatos em massa do que na proibição de rifles semiautomáticos.)
- 92,2% dos membros da NRA se opõem ao confisco de armas por meio de leis de recompra obrigatórias.
- 88,5% se opõem à proibição de armas de fogo semiautomáticas, armas de fogo que carregam um novo cartucho automaticamente quando descarregadas.
- 92,6% se opõem a uma lei que exige que os proprietários de armas se registrem no governo federal.
- 92,0% se opõem a uma lei federal que proíbe a venda de armas de fogo entre cidadãos particulares.
- 82,3% dos membros são a favor de um programa que colocaria profissionais de segurança armada em todas as escolas.
- 72,5% concordaram que o objetivo final do presidente Obama é confiscar muitas armas de fogo atualmente legais.

Local de vida dos entrevistados:
- 35,4% Uma área rural
- 26,4% Uma cidade pequena
- 22,9% Uma área suburbana
- 14,7% Uma área urbana ou cidade

Intervalo regional:
- 36,1% sul
- 24,1% Centro-Oeste
- 21,5% oeste
- 18,3% Nordeste/Meio Atlântico

## Argumentos políticos

### Argumentos baseados em direitos
Argumentos baseados em direitos envolvem a questão mais fundamental sobre o controle de armas: até que ponto o governo tem autoridade para regular as armas.

#### Direito fundamental

Mapa de armas civis por 100 pessoas por país a partir do Small Arms Survey 2017.

O principal autor da Declaração de Direitos dos Estados Unidos, James Madison, considerou-os — incluindo o direito de manter e portar armas — como "fundamentais". Em 1788, ele escreveu: "As verdades políticas declaradas dessa maneira solene adquirem gradualmente o caráter das máximas fundamentais do governo livre e, à medida que se incorporam ao sentimento nacional, neutralizam os impulsos de interesse e paixão". A visão de que a posse de armas é um direito fundamental foi confirmada pelo Supremo Tribunal dos EUA no Distrito de Columbia v. Heller (2008). O Tribunal declarou: "Na época da fundação, o direito de ter armas havia se tornado fundamental para os sujeitos ingleses". A Corte observou que a Declaração de Direitos da Inglaterra de 1689 havia listado o direito de armas como um dos direitos fundamentais dos ingleses.
Quando o Tribunal interpretou a Décima Quarta Emenda no McDonald v. Cidade de Chicago (2010), ela olhou para o ano de 1868, quando a emenda foi ratificada e disse que a maioria dos estados tinha disposições em suas constituições para proteger explicitamente esse direito. A Corte concluiu: "É claro que os autores e ratificadores da Décima Quarta Emenda consideravam o direito de manter e portar armas entre os direitos fundamentais necessários ao nosso sistema de liberdade ordenada".

#### Direitos da Segunda Emenda
A Segunda Emenda à Constituição dos Estados Unidos, adotada em 15 de dezembro de 1791, declara:
Uma milícia bem regulamentada, necessária para a segurança de um estado livre, o direito do povo de manter e portar armas, não deve ser violada. 
Antes do Distrito de Columbia v. Heller, na ausência de uma decisão clara do tribunal, houve um debate sobre se a Segunda Emenda incluía ou não um direito individual. Em Heller, o Tribunal concluiu que existe realmente esse direito, mas não um número ilimitado. Embora a decisão não tenha sido unânime, todos os juízes endossaram um ponto de vista individual correto, mas diferiram no escopo desse direito.
Antes de Heller, os defensores dos direitos das armas argumentaram que a Segunda Emenda protege um direito individual de possuir armas. Eles declararam que a frase "o povo" nessa emenda se aplica a indivíduos, e não a um coletivo organizado, e que a frase "o povo" significa a mesma coisa nas 1ª, 2ª, 4ª, 9ª e 10ª alterações.:55–87  Eles também disseram que a colocação da Second na Declaração de Direitos a define como um direito individual. Como parte da decisão de Heller, a maioria endossou a opinião de que a Segunda Emenda protege um indivíduo, não ilimitado, o direito de possuir armas. O cientista político Robert Spitzer e o secretário de direito da Suprema Corte Gregory P. Magarian argumentaram que essa decisão final da Suprema Corte era uma interpretação errônea da Constituição dos EUA.
Após a decisão de Heller, houve um aumento da atenção sobre se a Segunda Emenda se aplica ou não aos estados. Em 2010, no caso do McDonald v. Cidade de Chicago, a Suprema Corte decidiu que as disposições da Segunda Emenda se aplicam aos estados como resultado da Décima Quarta Emenda.

#### Autodefesa e defesa estatal

Proprietários de armas como porcentagem da população de cada estado dos EUA em 2016

O jurista inglês do século XVIII William Blackstone (n. 1723), cujos escritos influenciaram os redatores da Constituição dos EUA, chamou a autodefesa de "a principal lei da natureza" que (ele disse) a lei feita pelo homem não pode tirar. Seguindo Blackstone, o jurista americano St. George Tucker (n. 1752) escreveu que "o direito de autodefesa é a primeira lei da natureza; na maioria dos governos, tem sido o estudo de governantes limitar esse direito dentro dos limites mais estreitos. possível."
Tanto em Heller (2008) como em McDonald (2010), a Suprema Corte considerou que o direito de legítima defesa é pelo menos parcialmente protegido pela Constituição dos Estados Unidos. O tribunal deixou detalhes dessa proteção a serem trabalhados em futuros casos judiciais.
Os dois principais grupos de interesse em relação a esse assunto são a Campanha Brady e a National Rifle Association. Eles entraram em conflito, por exemplo, em relação às leis que sustentam o terreno que dão aos indivíduos o direito legal de usar armas para se defenderem, sem o dever de recuar de uma situação perigosa. Após a decisão da Suprema Corte de 2008 em Heller, a Campanha Brady indicou que buscaria leis razoáveis sobre armas "sem violar o direito das pessoas cumpridoras da lei de possuir armas para autodefesa".

#### Segurança contra a tirania
Outro argumento político fundamental associado ao direito de manter e portar armas é que proibir ou mesmo regular a posse de armas torna a tirania do governo mais provável. Uma pesquisa de janeiro de 2013 do Rasmussen Reports indicou que 65% dos americanos acreditam que o objetivo da Segunda Emenda é "garantir que as pessoas possam se proteger da tirania". Uma pesquisa da Gallup em outubro de 2013 mostrou que 60% dos proprietários de armas americanas mencionam "segurança / proteção pessoal" como uma razão para possuí-las, e 5% mencionam um "direito da Segunda Emenda", entre outras razões. O argumento anti-tirania remonta aos dias da América colonial e no início da Grã-Bretanha.
Vários defensores e organizações de direitos da arma, como o ex-governador Mike Huckabee, ex-congressista Ron Paul, e Gun Owners of America, dizer que uma população armada é a última linha de defesa da população contra a tirania por sua próprio governo. Essa crença também era familiar no momento em que a Constituição foi escrita.
Um direito de revolução foi omitido da Constituição e, em vez disso, a Constituição foi projetada para garantir que um governo derivasse seu poder do consentimento dos governados.
Defensores dos direitos das armas, como Stephen Halbrook e Wayne LaPierre, apóiam a teoria do "controle de armas nazista". A teoria afirma que as regulamentações sobre armas impostas pelo Terceiro Reich tornaram as vítimas do Holocausto fracas e que uma resistência mais efetiva à opressão teria sido possível se elas estivessem melhor armadas.:484 :87–8,167–8 Outras leis sobre armas de regimes autoritários também foram levantadas. Essa teoria da história contrafactual não é suportada pela bolsa de estudos convencional,:412,414 :671,677 :728 embora seja um elemento de um argumento de "segurança contra a tirania" na política dos EUA.
A Declaração de Independência menciona "o Direito do Povo de alterar ou abolir" o governo, e o primeiro discurso inaugural de Abraham Lincoln reiterou o "direito revolucionário" do povo. Em 1957, o estudioso jurídico Roscoe Pound expressou uma visão diferente:  Ele afirmou: "Um direito legal do cidadão de fazer guerra ao governo é algo que não pode ser admitido. Na sociedade industrial urbana de hoje, um direito geral de portar armas eficientes, a fim de resistir à opressão do governo, significaria que as quadrilhas poderiam exercer uma regra extra-legal que derrotaria toda a Declaração de Direitos".
O historiador Don Higginbotham escreveu que a milícia bem regulamentada protegida pela Segunda Emenda tinha mais probabilidade de derrubar rebeliões do que participar delas. O ativista americano pelos direitos das armas, Larry Pratt, diz que o argumento anti-tirania dos direitos das armas é apoiado por esforços bem-sucedidos na Guatemala e nas Filipinas para armar cidadãos comuns contra a insurgência comunista na década de 1980. Grupos de defesa dos direitos das armas argumentam que a única maneira de reforçar a democracia é através dos meios de resistência. :55–87  grupos Milícia-movimento citar a Batalha de Atenas (Tennessee, 1946) como um exemplo de cidadãos que "[usada] força armada para apoiar o Estado de Direito", em que eles disseram foi uma eleição fraudulenta no condado. então senador John F. Kennedy escreveu em 1960 que "é extremamente improvável que os medos da tirania governamental que deram origem à Segunda Emenda venham a ser um grande perigo para a nossa nação..."

### Argumentos de política pública
Os argumentos de política pública baseiam-se na ideia de que o objetivo central do governo é estabelecer e manter a ordem. Isso é feito através de políticas públicas, que Blackstone definiu como "a devida regulamentação e ordem doméstica do reino, segundo a qual os habitantes do Estado, como membros de uma família bem governada, são obrigados a adequar seu comportamento geral às regras de propriedade., boa vizinhança, boas maneiras e ser decente, diligente e inofensivo em suas respectivas estações". :2–3

#### Debate sobre violência armada
Os debates de políticas públicas sobre a violência armada incluem discussões sobre mortes por armas de fogo - incluindo homicídios, suicídios e mortes não intencionais -, bem como o impacto da posse de armas, criminal e legal, sobre os resultados da violência armada. Após a tragédia de Sandy Hook, a maioria das pessoas, incluindo proprietários de armas e não-armas, queria que o governo gastasse mais dinheiro para melhorar a triagem e o tratamento da saúde mental, para deter a violência armada na América. Nos Estados Unidos, em 2009, havia 3,0 homicídios intencionais registrados com arma de fogo por 100.000 habitantes. Os EUA classificam 28 no mundo por homicídios por arma per capita. Um homem norte-americano com idades entre 15 e 24 anos tem 70 vezes mais chances de ser morto com uma arma do que o seu homólogo nos oito (G-8) maiores países industrializados do mundo (Reino Unido, França, Alemanha, Japão, Canadá, Itália, Rússia). Em 2013, houve 33.636 mortes relacionadas a armas, nos Estados Unidos. Enquanto isso, no mesmo ano do Japão, houve apenas 13 mortes envolvidas com armas. Em incidentes relacionados a homicídios ou acidentes com armas, uma pessoa na América tem cerca de 300 vezes mais chances de morrer do que uma japonesa. Em 2015, houve 36.252 mortes por armas de fogo, e algumas afirmam ter 372 tiroteios em massa nos EUA, enquanto armas foram usadas para matar cerca de 50 pessoas no Reino Unido. No entanto, usando a definição do FBI de Em um "tiroteio em massa", havia apenas quatro nos EUA em 2015. Mais pessoas são tipicamente mortas com armas nos EUA em um dia (cerca de 85) do que no Reino Unido em um ano.
No debate político sobre armas, os defensores do controle e dos direitos das armas discordam sobre o papel que as armas desempenham no crime. Os defensores do controle de armas preocupados com os altos níveis de violência armada nos Estados Unidos consideram as restrições à posse de armas como uma maneira de conter a violência e dizem que o aumento da posse de armas leva a níveis mais altos de crime, suicídio e outros resultados negativos. Grupos de defesa dos direitos das armas dizem que uma população civil bem armada evita o crime e que tornar ilegal a propriedade civil de armas de fogo aumentaria a taxa de criminalidade, tornando os civis vulneráveis à atividade criminosa. Eles dizem que mais civis se defender com uma arma de cada ano do que a prisão a aplicação da lei para crimes violentos e assaltos e que os civis legalmente disparar quase como muitos criminosos como agentes da lei fazer.
Estudos usando dados do FBI e relatórios policiais dos incidentes descobriram que existem aproximadamente 1.500 casos verificados de armas de fogo usadas em autodefesa anualmente nos Estados Unidos. Pesquisas baseadas em pesquisas derivadas de dados coletados pela Pesquisa Nacional sobre Vítimas de Crimes geraram estimativas de que, de aproximadamente 5,5 milhões de vítimas de crimes violentos nos EUA anualmente, aproximadamente 1,1%, ou 55.000 usavam armas de fogo em autodefesa (175.000 para o período de três anos.) Ao incluir crimes contra a propriedade, dos 15,5 milhões de vítimas de crimes contra a propriedade encontrados anualmente na pesquisa (46,5 milhões para 2013-2015), os dados da pesquisa da NCV produziram estimativas de que cerca de 0,2% dos crimes contra a propriedade vítimas, ou 36.000 anualmente (109.000 durante o período de 3 anos) usavam uma arma de fogo em legítima defesa contra a perda de propriedade. Pesquisadores que trabalham nos conjuntos de dados mais recentes da NCVS descobriram aproximadamente 95.000 usos de armas de fogo em autodefesa nos EUA a cada ano (284.000 nos anos de 2013 a 2015). Além disso, os Estados Unidos têm uma taxa mais alta de posse de armas de fogo do que qualquer outra nação. Apesar disso, os Estados Unidos têm visto uma queda na taxa de homicídios por armas de fogo desde os anos 90. https://www.washingtonpost.com/news/wonk/wp/2015/12/03/weve-had-a-massive-decline-in-gun-violence-in-the-united-states-heres-why/
A violência armada nos EUA tem sido o centro das manchetes há anos, com vários tiroteios em massa levando os legisladores a se perguntarem o que podem fazer para manter as armas fora do alcance dos criminosos. A parte complicada do dilema é encontrar uma maneira de manter o público seguro e não infringir a 2ª emenda. Uma solução é dar mais ênfase ao processo de compra, fortalecendo as verificações de antecedentes com um foco adicional na saúde mental e limitar as diferenças nas leis de cada estado. A parte mais consistente do processo de compra é o preenchimento dos formulários de verificação de antecedentes exigidos pela lei federal; depois disso, cada estado aplica suas regras específicas, como limites de tipos e quantidade de armas de fogo e qualquer período de espera considerado necessário. Durante todo o processo, a saúde mental é abordada em uma pergunta, perguntando se o comprador foi considerado com defeito mental. Adicionar uma pequena seção à verificação para fazer perguntas críticas sobre seu estado mental pode ser um passo na direção certa. A adição deste pequeno passo à padronização do processo pode limitar as pessoas que passam despercebidas. Outra parte da abordagem de padronização será exigir transferências de registro de armas de fogo também para vendas pessoais, mas não esperar que seja realizada por um detentor federal de licença de armas de fogo. Ajuste o processo para torná-lo mais confortável usando o notário existente em um tribunal ou escritório similar. Se um incidente ocorresse com uma arma de fogo vendida, o tribunal teria um registro e poderia ajudar na investigação melhor do que alguém que tenha poucas provas da venda. Além disso, se algo causasse uma resposta de emergência à casa do proprietário, uma pesquisa rápida informaria os respondentes que uma arma pode estar presente e poderia mudar sua abordagem. Qualquer mudança que limite os direitos de alguém encontrará alguma resistência, mas essas soluções podem se beneficiar muito mais do que prejudicam.

Mapa dos estados mostrando o número de assassinatos por armas de fogo em 2010

O Controle de armas limitou a disponibilidade de armas de fogo para muitos indivíduos. Algumas das limitações incluem qualquer pessoa que tenha sido desonrosamente dispensada das forças armadas, qualquer pessoa que tenha renunciado à cidadania dos Estados Unidos, tenha sido declarada doente mental ou comprometida com uma instituição mental, seja fugitiva, seja usuário ou viciada em uma organização controlada substância e qualquer pessoa ilegalmente no país. Ainda em 2016, de acordo com o Center for Disease Control, houve 19.362 homicídios nos Estados Unidos. As armas de fogo foram responsáveis por 14.415 ou pouco mais de 74% de todos os homicídios. Também houve 22.938 suicídios que foram executados com a ajuda de uma arma de fogo. No total, em 2016, as armas de fogo foram responsáveis pela morte de 38.658 americanos. Segundo Rifat Darina Kamal e Charles Burton, em 2016, os dados do estudo, apresentados por Priedt (2016), mostraram que apenas a taxa de homicídios, por si só, era 18 vezes maior do que as taxas da Austrália, Suécia e França. Devido ao aumento de tiroteios em massa, nos Estados Unidos, novas leis estão sendo aprovadas. Recentemente, o Colorado se tornou o décimo quinto estado a aprovar o projeto de bandeira vermelha, que dá aos juízes a autoridade para remover armas de fogo daqueles que se acredita serem um alto risco de prejudicar os outros. Esta lei de "bandeira vermelha" foi proposta em 23 estados.

#### Violência criminal
Há um debate aberto sobre uma conexão causal (ou a falta de uma) entre o controle de armas e seu efeito sobre a violência armada e outros crimes. O número de vidas salvas ou perdidas pela posse de armas é debatido por criminologistas. As dificuldades de pesquisa incluem a dificuldade de contabilizar com precisão os confrontos em que nenhum tiro é disparado e as diferenças de jurisdição na definição de "crime".
Além disso, essa pesquisa também está sujeita a uma dificuldade mais fundamental que afeta todas as pesquisas nesse campo: a eficácia do Direito Penal na prevenção do crime em geral ou em casos específicos é inerentemente e notoriamente difícil de provar e medir, e, portanto, problemas para estabelecer um nexo de causalidade. entre o controle de armas ou políticas específicas de controle de armas e crimes violentos deve ser entendido como um aspecto de uma dificuldade empírica mais geral, que permeia os campos da Criminologia e do Direito em geral. Não é simples, por exemplo, provar uma conexão causal entre as leis contra assassinatos e as taxas prevalecentes de assassinatos. Consequentemente, esse pano de fundo geral deve ser apreciado ao discutir as questões causais e empíricas aqui.

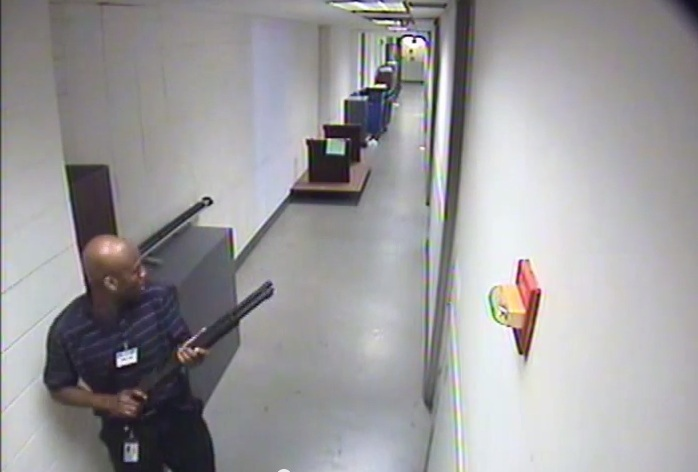
Foto de uma câmera de segurança do tiroteio no Washington Navy Yard.

Um estudo publicado no The American Journal of Economics and Sociology em 1997 concluiu que a quantidade de crimes e mortes relacionados a armas é afetada mais pelo estado da área em termos de desemprego, problemas com álcool e drogas, em vez de leis e regulamentos. Este estudo analisou estatísticas coletadas sobre a quantidade de crimes com armas de fogo em estados com políticas rigorosas e branda de armas e determinou que a quantidade de crimes com armas está relacionada a como reduzir uma área economicamente.
Um estudo do CDC de 2003 determinou "A Força-Tarefa encontrou evidências insuficientes para determinar a eficácia de qualquer uma das leis sobre armas de fogo ou combinações de leis revisadas em resultados violentos". Eles afirmam que "uma descoberta de evidência insuficiente para determinar a eficácia não deve ser interpretada como evidência de ineficácia, mas como um indicador de que pesquisas adicionais são necessárias antes que uma intervenção possa ser avaliada quanto à sua eficácia".
Em 2009, o programa de Pesquisa em Direito da Saúde Pública, uma organização independente, publicou vários resumos de evidências resumindo a pesquisa que avalia o efeito de uma lei ou política específica na saúde pública, que diz respeito à eficácia de várias leis relacionadas à segurança de armas. Entre suas descobertas:
- Não há evidências suficientes para estabelecer a eficácia das leis "emite", distintas das leis "emita", como uma intervenção de saúde pública para reduzir crimes violentos.[187]
- Não há evidências suficientes para determinar a eficácia das leis do período de espera como intervenções de saúde pública destinadas a prevenir a violência e o suicídio relacionados a armas.[188]
- Embora as leis de prevenção de acesso infantil possam representar uma intervenção promissora para reduzir a morbimortalidade relacionada a armas entre crianças, atualmente não há evidências suficientes para validar sua eficácia como uma intervenção de saúde pública voltada para a redução de danos relacionados a armas.[189]
- Não há evidências suficientes para estabelecer a eficácia de tais proibições, como intervenções de saúde pública destinadas a reduzir os danos relacionados a armas.[190]
- Não há evidências suficientes para validar a eficácia dos requisitos de licenciamento e registro de armas de fogo como intervenções legais destinadas a reduzir os danos relacionados a armas de fogo.[191]

##### Homicídio

Total de mortes nos EUA por ano em tiroteios 1982– (em andamento).

Com 5% da população mundial, os residentes nos EUA possuem aproximadamente 50% das armas de fogo de propriedade civil do mundo. Além disso, até 48% das famílias nos Estados Unidos têm armas. Segundo o UNODC, 60% dos homicídios nos EUA em 2009 foram perpetrados com uma arma de fogo. As taxas de homicídios nos EUA variam amplamente de estado para estado. Em 2014, as taxas mais baixas de homicídios foram em New Hampshire, Dakota do Norte e Vermont (cada 0,0 por 100.000 pessoas), e as mais altas ocorreram na Louisiana (11,7) e Mississippi (11,4).
Gary Kleck, um criminologista da Universidade Estadual da Flórida, e seu colega Marc Gertz, publicaram um estudo em 1995 estimando que aproximadamente 2,5 milhões de adultos americanos usavam suas armas em legítima defesa anualmente. Os incidentes que Kleck extrapolou com base nos resultados de seu questionário geralmente não envolveram o disparo da arma, e ele estima que 1,9 milhão dessas ocorrências envolvam uma pistola.:164 Estes estudos foram sujeitos a críticas por várias razões metodológicas e lógicas.
Outro estudo do mesmo período, o National Crime Victimization Survey (NCVS), estimou 65.000 DGUs (uso de armas defensivas) anualmente. A pesquisa da NCVS diferiu do estudo de Kleck, na medida em que entrevistou apenas aqueles que relataram uma vitimização ameaçada, tentada ou concluída por um dos seis crimes: estupro, roubo, agressão, roubo, furto não comercial e roubo de veículo a motor. Um relatório do Conselho Nacional de Pesquisa disse que as estimativas de Kleck pareciam exageradas e que era quase certo que "alguns dos entrevistados designa[ra]m como sua própria autodefesa seriam interpretados como agressão por outros".
A pesquisa baseada no conjunto de dados da NCVS confirma amplamente os resultados anteriores da Hemenway, mostrando aproximadamente 55.000 usos de arma de fogo em legítima defesa contra um crime violento nos Estados Unidos durante o período de três anos de 2013 a 2015.
Em uma revisão de sua própria pesquisa, Kleck determinou que, de 41 estudos, metade deles encontrou uma conexão entre posse de armas e homicídio, mas esses geralmente eram estudos menos rigorosos. Apenas seis estudos controlaram pelo menos seis variáveis de confusão estatisticamente significantes, e nenhum deles mostrou um efeito positivo significativo. Onze estudos em nível macro mostraram que as taxas de criminalidade aumentam os níveis de armas (não vice-versa). A razão pela qual não há efeito oposto pode ser que a maioria dos proprietários não são criminosos e podem usar armas para impedir a violência.
Comentando a validade externa do relatório de Kleck, David Hemenway, diretor do Harvard Injury Control Research Center, disse: "Dado o número de vítimas que supostamente foram salvas com armas, parece natural concluir que possuir uma arma reduz substancialmente suas chances de No entanto, um estudo cuidadoso de controle de casos de homicídio em casa constatou que uma arma na casa estava associada a um risco aumentado, em vez de reduzido, de homicídio. Virtualmente, todo esse risco envolvia homicídio por um membro da família ou conhecido íntimo.":1443 Kleck, no entanto, apontou que a maioria das armas de fogo usadas no estudo de Kellermann não eram as mesmas mantidas em casa pela vítima. Da mesma forma em 2007, quando a lei de permissão para compra foi revogada no Missouri, 2008 viu um aumento de 34% na taxa de homicídios por arma de fogo apenas naquele ano, e o número continua a ser maior do que o valor anterior a 2007.

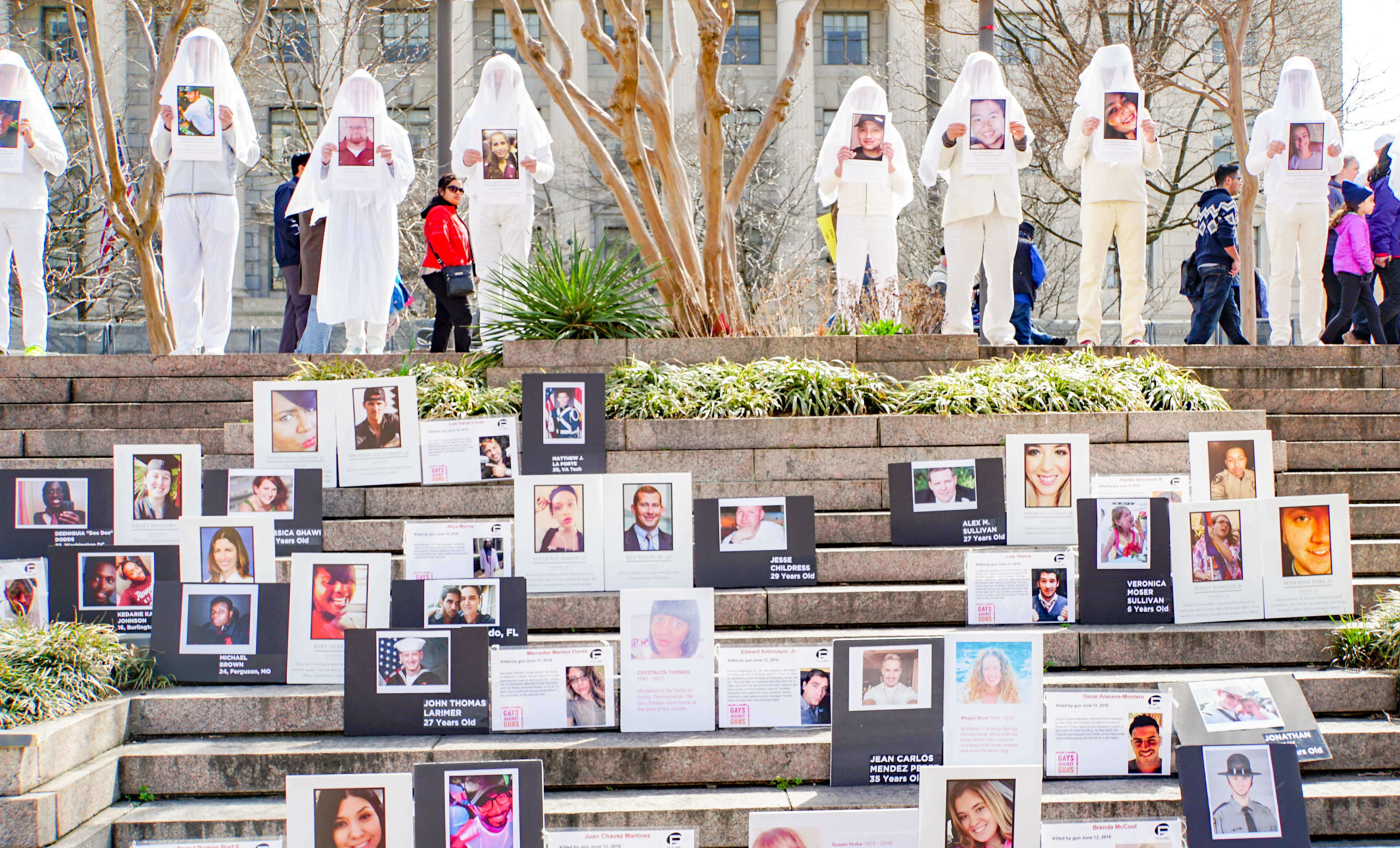
Marcha pelas Nossas Vidas em Washington, DC, em 24 de março de 2018

Um estudo constatou que as taxas de homicídios como um todo, especialmente as resultantes do uso de armas de fogo, nem sempre são significativamente mais baixas em muitos outros países desenvolvidos. Kleck escreveu: "... as comparações internacionais não fornecem uma base sólida para avaliar o impacto dos níveis de posse de armas nas taxas de criminalidade". Um estudo publicado no International Journal of Epidemiology, que constatou que, para o ano de 1998: "Durante o período de estudo de um ano (1998), 88.649 mortes por armas de fogo foram relatadas. As taxas gerais de mortalidade por armas de fogo são cinco a seis vezes mais altas nos países de alta renda (IH) e alta renda média (UMI) nas Américas (12,72) do que na Europa (2,17) ou Oceania (2,57) e 95 vezes mais do que em Ásia (0,13). A taxa de mortes por armas de fogo nos Estados Unidos (14,24 por 100.000) excede em oito vezes a de suas contrapartes econômicas (1,76) e a dos países da UMI (9,69) por um fator de 1,5. O suicídio e o homicídio contribuem igualmente para o total de mortes por armas de fogo nos EUA, mas a maioria das mortes por armas de fogo são suicídios (71%) nos países da HI e homicídios (72%) nos países da UMI."

#### Suicídio
As armas de fogo representaram 51,5% dos suicídios nos EUA em 2013, e os suicídios representam 63% de todas as mortes relacionadas a armas de fogo. Uma revisão de 2012 realizada por pesquisadores da Escola de Saúde Pública de Harvard constatou que, nos Estados Unidos, o percentual de tentativas de suicídio que são fatais está "fortemente relacionado à disponibilidade de armas de fogo domésticas". Antes disso, um livro escrito pelo criminologista Gary Kleck na década de 1990 afirmou que eles não encontraram relação entre a disponibilidade de armas e as taxas de suicídio.

## Leis federais e estaduais
O número de leis federais e estaduais sobre armas é desconhecido. Um estudo de 2005 do American Journal of Preventive Medicine diz 300, e a NRA diz 20.000, embora o verificador de fatos do Washington Post diga sobre esse número de décadas: "Este número de 20.000 parece ser um antigo palpite que se endureceu ao longo das décadas. em um ponto de conversa constantemente repetido e nunca questionado. Pode ser mais baixo ou mais alto, dependendo de quem está contando o que."

### Leis federais
As leis federais sobre armas são aplicadas pelo Departamento de Álcool, Tabaco, Armas de Fogo e Explosivos (em inglês: Bureau of Alcohol, Tobacco, Firearms and Explosives (ATF)). A maioria das leis federais sobre armas foi promulgada por:
- Lei Nacional de Armas de Fogo (1934)
- Lei de Controle de Crime Omnibus e Ruas Seguras de 1968 (1968)
- Lei de Controle de Armas de 1968 (1968)
- Lei de proteção de proprietários de armas de fogo (1986)
- Lei sobre armas de fogo indetectáveis (1988)
- Lei das zonas escolares sem armas de 1990 (1990) (declarada inconstitucional conforme originalmente escrita; mantida após pequenas edições do Congresso)
- Lei de Prevenção à Violência da Arma Brady (1993)
- Proibição Federal de Armas de Assalto (1994) (expirada em 2004)

### Leis e constituições estaduais
Além das leis federais sobre armas, todos os estados dos EUA e algumas jurisdições locais impuseram suas próprias restrições de armas de fogo. Cada um dos cinquenta estados tem suas próprias leis sobre armas.
As disposições nas constituições estaduais variam. Por exemplo, a constituição do Havaí simplesmente copia o texto da Segunda Emenda literalmente, enquanto a Carolina do Norte e a Carolina do Sul começam da mesma forma, mas continuam com uma liminar contra a manutenção de exércitos permanentes. O Alasca também começa com o texto completo da Segunda Emenda, mas acrescenta que o direito "não deve ser negado ou violado pelo Estado ou por uma subdivisão política do Estado". Rhode Island subtrai a primeira metade da Segunda Emenda, deixando apenas "[o] direito do povo de manter e portar armas não será violado".
A maioria das constituições dos estados restantes difere do texto da Constituição dos EUA, principalmente no esclarecimento de quem exatamente pertence o direito ou na inclusão de proteções ou restrições adicionais adicionais. Dezessete estados se referem ao direito de manter e portar armas como um direito individual, com Utah e Alasca se referindo explicitamente a ela como "o direito individual de manter e portar armas", enquanto os outros quinze referem-se ao direito como pertencendo a "todo cidadão", "todos os indivíduos", "todas as pessoas", ou outra frase muito semelhante. Em contraste, existem quatro estados que não mencionam o direito individual ou a defesa de si como base válida para o direito de armas. Arkansas, Massachusetts e Tennessee afirmam que o direito é "para a defesa comum", enquanto a constituição da Virgínia indica explicitamente que o direito deriva da necessidade de uma milícia para defender o estado.
A maioria das constituições estaduais enumera uma ou mais razões para a manutenção de armas. Vinte e quatro estados incluem a autodefesa como um uso válido e protegido de armas; vinte e oito citam a defesa do estado como um propósito apropriado. Dez estados estendem o direito à defesa de casa e/ou propriedade, cinco incluem a defesa da família, e seis acrescentam caça e recreação. Idaho é particularmente específico em sua disposição de que "nenhuma lei imporá licença, registro ou tributação especial à propriedade ou posse de armas de fogo ou munição. Nenhuma lei permitirá o confisco de armas de fogo, exceto aquelas realmente usadas na prática de um crime". Quinze constituições estaduais incluem restrições específicas ao direito de manter e portar armas. A constituição da Flórida exige um período de espera de três dias para todas as compras modernas de revólveres de cartucho, com exceções para compras de revólveres por aqueles que possuem uma licença CCW ou para quem compra uma arma em pó preto. Illinois precede o direito, indicando que é "sujeito... ao poder policial". A Flórida e os treze estados restantes com restrições específicas mantêm uma disposição no sentido de que o legislador estadual pode promulgar leis que regulam o transporte, ocultação e/ou uso de armas. Quarenta estados antecipam algumas ou todas as leis locais sobre armas, devido em parte à campanha da NRA por essa legislação.

### Livros
- Adams, Les (1996). The Second Amendment Primer. A Citizen's Guidebook To The History, Sources, And Authorities For The Constitutional Guarantee Of The Right To Keep And Bear Arms. Odysseus Editions. Birmingham, Alabama
- Carter, Gregg Lee. Gun Control in the United States: A Reference Handbook. [S.l.: s.n.] ISBN 978-1-85109-760-9
- Davidson, Osha Gray. Under Fire: The NRA and the Battle for Gun Control. [S.l.: s.n.] ISBN 978-0-87745-646-9
- Edel, Wilbur. Gun Control: Threat to Liberty or Defense against Anarchy?. [S.l.: s.n.] ISBN 978-0-275-95145-0. OCLC 246777010
- Goss, Kristin A. Disarmed: The Missing Movement for Gun Control in America. [S.l.: s.n.] ISBN 9780691138329
- Halbrook, Stephen P. Gun Control in the Third Reich: Disarming the Jews and "Enemies of the State". [S.l.: s.n.] ISBN 978-1-59813-161-1
- Melzer, Scott (2009). Gun Crusaders: The NRA's Culture War. [S.l.: s.n.] ISBN 9780814795972
- Snow, Robert L. Terrorists Among Us: The Militia Threat. [S.l.: s.n.] ISBN 9780738207667. OCLC 50615207
- Utter, Glenn H. Encyclopedia of Gun Control and Gun Rights. [S.l.: s.n.] ISBN 978-1-57356-172-3. OCLC 42072246
- Winkler, Adam. Gunfight: The Battle over the Right to Bear Arms in America. [S.l.: s.n.] ISBN 9780393082296

### Revistas
- «Guns, Southerness, and Gun Control». Journal of Quantitative Criminology. 9. doi:10.1007/bf01064463
- «The Racist Roots of Gun Control». Kansas Journal of Law & Public Policy. 42. ISSN 1055-8942 [ligação inativa]
- «Would Banning Firearms reduce Murder and Suicide? A Review of International and Some Domestic Evidence» (PDF). Harvard Journal of Law & Public Policy. 30
- «Political Efficacy of Lobbying and Money: Gun Control in the U.S. House, 1986». Legislative Studies Quarterly. 15. JSTOR 439771. doi:10.2307/439771
- «Gun Control and Racism». George Mason University Civil Rights Law Journal. 2
- «A Test of the Structure of PAC Contracts: An Analysis of House Gun Control Votes in the 1980s». Southern Economic Journal. 67. JSTOR 1061612. doi:10.2307/1061612
- «Lessons in Gun Control from Australia and Brazil». Emergency Management

### Notícias
- «Shootings That Shaped Gun Control Laws»